# Club Baloncesto Málaga
El Club Baloncesto Málaga S. A. D., conocido también como Unicaja Málaga debido al patrocinio de la Fundación Unicaja, es un equipo de baloncesto de España con sede en Málaga, Andalucía. Compite en la Liga Endesa y la Liga de Campeones de Baloncesto. Disputa sus partidos como local en el Palacio de Deportes José María Martín Carpena, con capacidad de 11 300 espectadores.
El equipo ha sido campeón de la Liga ACB en una ocasión y ha ganado tres Copas del Rey, en 2005, en 2023 y en 2025. En 2007 se convirtió en el segundo equipo español capaz de derrotar a un equipo NBA. En la historia del club cabe destacar a jugadores como Jorge Garbajosa, Mike Ansley, Serguéi Babkov, Kenny Miller, Mike Smith, Pepe Sánchez o Rafa Vecina, así como a jugadores surgidos de la cantera de Los Guindos tales como Nacho Rodríguez, Berni Rodríguez, Carlos Cabezas, Richi Guillén, Germán Gabriel,  Fran Vázquez,  Domantas Sabonis o Alberto Díaz.

## Historia
El CB Málaga fue fundado en 1992 por la fusión de los dos equipos malagueños de la ACB: Club Baloncesto Caja de Ronda y Club Baloncesto Maristas Málaga.
El Club Baloncesto Caja de Ronda fue creado en 1977 por la Caja de Ronda. Desde la temporada 1981/82 milita en la máxima categoría del baloncesto español, abandonándola sólo en las temporadas 1985/86 y 1986/87. En 1991, la Caja de Ronda pasó a formar parte de Unicaja, por lo que el equipo cambió su denominación a Unicaja Ronda. Por su parte, el Ademar Basket Club nació en 1953 y en 1972 cambió su denominación a Club Baloncesto Maristas de Málaga. En el año 1988 logró el ascenso a la ACB, ya contando con el patrocinio de Mayoral.
Se decidió la fusión de ambos equipos para lograr un único club fuerte que uniera a toda la afición. Por ello, en 1992 Unicaja Ronda y Mayoral Maristas se unieron para formar el Club Baloncesto Málaga. Aunque ha habido otros patrocinadores, Unicaja ha estado en todas las temporadas, por lo que al equipo se le conoce comúnmente como Unicaja Málaga. Las estadísticas y el historial del C.B. Málaga se han sumado a las del Unicaja Ronda (originalmente conocido como Club Baloncesto Caja de Ronda).
La temporada 1994/95 fue la del despegue del equipo. Con Javier Imbroda en el banquillo, y con jugadores como Nacho Rodríguez, Sergei Babkov, Mike Ansley o Kenny Miller, el equipo acabó subcampeón de la liga ACB frente al FC Barcelona. Muchos aún recuerdan el triple de Ansley en el cuarto partido de la final, que podría haber dado el título al equipo malagueño, pero que no llegó a entrar.
El salto definitivo a la élite se produjo en 1999, con la llegada de Bozidar Maljkovic al banquillo cajista: subcampeón de la Copa Korac en 2000, campeón en 2001 y subcampeón de la Liga ACB en 2002. A ese triunfo europeo hay que sumar la Copa del Rey obtenida en 2005, con Sergio Scariolo en el banquillo y Jorge Garbajosa como jugador referencia del equipo, junto a otros como Carlos Cabezas, Berni Rodríguez, Stéphane Risacher, Pepe Sánchez, Fran Vázquez, Walter Herrmann o Bremer.
En la temporada 2004/05 Unicaja fue el primer equipo en lograr remontar una serie de Playoffs que iba perdiendo por 2-0, ganando 2-3, en la ronda de cuartos de final contra el Etosa Alicante.
En la temporada 2005/2006, ganó por primera vez en su historia la Liga ACB, nuevamente con Garbajosa consiguiendo el galardón de mejor jugador de la final, último broche en Europa antes de marcharse a la NBA. Los jugadores más destacados del equipo esa histórica temporada, además del mencionado jugador madrileño, fueron Marcus Brown, Pepe Sánchez, Carlos Cabezas, Berni Rodríguez, Sandro Nicevic, Walter Herrmann, Florent Piétrus y Daniel Santiago.
En la temporada 2006/2007, el Unicaja firmó otra página dorada de su historia al clasificarse por primera vez en su historia para la Final Four de la Euroliga, al vencer al FC Barcelona 67-64 en el tercer partido con un triple de Pepe Sánchez a 7 segundos del final. Unicaja acabó la temporada como el tercer mejor equipo de Europa tras perder en semifinales contra el CSKA Moscú y derrotar en el partido por el tercer puesto al TAU Vitoria.
El 9 de octubre de 2007, durante el NBA Europe Live Tour 2007, se produjo el primer enfrentamiento entre el CB Málaga y un equipo de la NBA, los Memphis Grizzlies, equipo en el que jugaban los españoles Pau Gasol y Juan Carlos Navarro. El encuentro se celebró en el Palacio de Deportes José María Martín Carpena de Málaga. Con el resultado de 102-99, se convirtió en el segundo equipo español en ganar a un equipo NBA y el cuarto equipo europeo de la historia en conseguirlo tras Maccabi, Barcelona y CSKA Moscú. Además, el Unicaja fue el primero en hacerlo sin ser campeón de la máxima competición continental.
En la temporada 2007/08 Unicaja fue el primer octavo clasificado de la fase regular de liga ACB que elimina en la ronda de cuartos de final del PlayOff al campeón de la Liga Regular aquel año, el Real Madrid.
En la Eurocup 2016-17, tras un final de competición memorable, el Unicaja Málaga venció con el factor cancha en contra a tres equipos favoritos para ganar el título: Bayern de Múnich, Lokomotiv Kuban y Valencia Basket. El 5 de abril de 2017 el equipo dirigido por Joan Plaza y con actuaciones destacadas de Jamar Smith, Carlos Suárez, Alberto Díaz, MVP de la final, o Dani Díez se proclamó campeón de la Eurocup en el Pabellón Fuente de San Luis de Valencia. El quinteto inicial esa noche fue el formado por Alberto Díaz, Nemanja Nedović, Adam Waczyński, Jeff Brooks y Alen Omic.
En marzo de 2021, Eduardo García, que había sido presidente del club durante 11 temporadas, deja su puesto debido a las criticas de la afición, con quién mantuvo diferentes enfrentamientos, y a la decadencia que había provocación con su gestión, siendo sustituido durante un breve periodo de tiempo por Sergio Corral, quién posteriormente cedió la presidencia a Antonio Jesús López Nieto, ex árbitro de fútbol internacional, quién tras una temporada de transición y de la mano del director deportivo Juanma Rodríguez, construye una nueva plantilla, continuando solamente con el entrenador Ibón Navarro y con los jugadores Alberto Diaz, Darío Brizuela y Jonathan Barreiro, realizando 9 incorporaciones.
El 19 de febrero de 2023 en la ciudad de Badalona el Unicaja Málaga se proclamó campeón de la 87.ª edición de la Copa del Rey al imponerse en la final al Lenovo Tenerife, después de ser el primer equipo en eliminar en las rondas previas al Fútbol Club Barcelona y al Real Madrid en cuartos de final y semifinales respectivamente. El equipo dirigido por Ibon Navarro y con actuaciones destacadas de Alberto Díaz, Will Thomas, Darío Brizuela, Kendrick Perry, Tyler Kalinoski, Dylan Osetkowski, David Kravish o Tyson Carter, MVP del torneo, salió de inicio esa velada con el quinteto formado por Ejim, Barreiro, Carter, Kravish y Perry. Con este título, sería la segunda vez que se alza con la Copa del Rey.
El 28 de abril del 2024 en la ciudad de Belgrado el Unicaja Málaga se proclamó campeón de la 8.ª edición de la Liga de Campeones al imponerse en la final al Lenovo Tenerife. El equipo dirigido por Ibon Navarro tuvo  las actuaciones más destacadas en Kendrick Perry, MVP del torneo, Nihad Đedović o David Kravish. El equipo salió de inicio con el quinteto formado por Díaz, Carter, Barreiro, Osetkowski y Sima.
El 15 de septiembre de 2024 en la ciudad de Singapur, el Unicaja Málaga se proclama campeón de la Copa Intercontinental FIBA al vencer en la final al combinado NBA G League United. En este torneo a 8, donde participan el campeón de Europa, Asia, África, Oceanía y el continente americano representado por el campeón de Sudamérica y Norteamérica, debutaron por parte de Unicaja Málaga sus nuevos fichajes Olek Balcerowski y Killian Tillie. En el equipo entrenado en su tercera temporada en Málaga por  Ibon Navarro, fue elegido jugador más valioso del torneo el ala-pivot Dylan Osetkowski.
El 22 de septiembre de 2024 en la ciudad de Murcia el Unicaja Málaga se proclamó campeón de la 21ª edición de la Supercopa de España al imponerse en la final al Real Madrid. El equipo dirigido por Ibon Navarro tuvo las actuaciones más destacadas en Kameron Taylor, MVP del torneo, Kendrick Perry y Yankuba Sima. El equipo salió de inicio con el quinteto formado por Perry, Taylor, Kalinoski, Osetkowski y Sima.
El 16 de febrero de 2025 consiguió su tercer título de la Copa del Rey, edición disputada en el Gran Canaria Arena de Las Palmas de Gran Canaria, al imponerse en la final al Real Madrid por 93-79. Kendrick Perry fue designado MVP del torneo.
El 11 de mayo de 2025 en la ciudad de Atenas, el Unicaja Málaga se proclama campeón de la 9ª edición de la Liga de Campeones de Baloncesto al vencer en la final al Galatasaray turco. El equipo dirigido por Ibon Navarro tuvo las actuaciones más destacadas en  Kendrick Perry,  Tyson Carter , Alberto Díaz como Mejor Jugador Defensivo, Dylan Osetkowski miembro del Quinteto Ideal de la competición o David Kravish. Siendo esta su segunda FIBA Basketball Champions League consecutiva.

## Trayectoria
| Temporada | LR  | Playoffs Liga ACB | Copa del Rey    | Supercopa     | Euroliga            | Eurocup      | Copa Korać     | LCB            | Intercontinental | Entrenador            |
| 1992/1993 | 6º  | Dieciseisavos     | Primera ronda   | -             | -                   | -            | -              | -              | -                | Javier Imbroda        |
| 1993/1994 | 12º | Dieciseisavos     | Cuartofinalista | -             | -                   | -            | -              | -              | -                | Javier Imbroda        |
| 1994/1995 | 2º  | Subcampeón        | -               | -             | -                   | -            | -              | -              | -                | Javier Imbroda        |
| 1995/1996 | 3º  | Cuartos de final  | Cuartofinalista | -             | 10.º Fase de grupos | -            | -              | -              | -                | Javier Imbroda        |
| 1996/1997 | 7º  | Cuartos de final  | -               | -             | -                   | -            | 1/4 de final   | -              | -                | Javier Imbroda        |
| 1997/1998 | 8º  | Cuartos de final  | -               | -             | -                   | -            | 1/8 de final   | -              | -                | Javier Imbroda        |
| 1998/1999 | 9º  | -                 | Cuartofinalista | -             | -                   | -            | Fase de grupos | -              | -                | Pedro Ramírez         |
| 1999/2000 | 8º  | Cuartos de final  | Cuartofinalista | -             | -                   | -            | Subcampeón     | -              | -                | Božidar Maljković     |
| 2000/2001 | 4º  | Semifinales       | Cuartofinalista | -             | -                   | -            | Campeón        | -              | -                | Božidar Maljković     |
| 2001/2002 | 2º  | Subcampeón        | Semifinalista   | -             | 20.º                | -            | -              | -              | -                | Božidar Maljković     |
| 2002/2003 | 3º  | Semifinales       | Semifinalista   | -             | 15.º Top16          | -            | -              | -              | -                | Božidar Maljković     |
| 2003/2004 | 6º  | Semifinales       | -               | -             | 19.º                | -            | -              | -              | -                | P. Alonso/S. Scariolo |
| 2004/2005 | 4º  | Semifinales       | Campeón         | Semifinalista | 17.º                | -            | -              | -              | -                | Sergio Scariolo       |
| 2005/2006 | 1º  | Campeón           | Semifinalista   | Semifinalista | 9.º Top16           | -            | -              | -              | -                | Sergio Scariolo       |
| 2006/2007 | 8º  | Cuartos de final  | Cuartofinalista | Subcampeón    | 3.º Final Four      | -            | -              | -              | -                | Sergio Scariolo       |
| 2007/2008 | 8º  | Semifinales       | Cuartofinalista | -             | 10.º Top16          | -            | -              | -              | -                | Sergio Scariolo       |
| 2008/2009 | 3º  | Semifinales       | Subcampeón      | -             | 9.º Top16           | -            | -              | -              | -                | Aíto García Reneses   |
| 2009/2010 | 5º  | Semifinales       | -               | -             | 11.º Top16          | -            | -              | -              | -                | Aíto García Reneses   |
| 2010/2011 | 8º  | Cuartos de final  | -               | -             | 15.º Top16          | -            | -              | -              | -                | G. Reneses/C.Mateo    |
| 2011/2012 | 9º  | -                 | Cuartofinalista | -             | 15.º Top16          | -            | -              | -              | -                | C.Mateo/L.Casimiro    |
| 2012/2013 | 9º  | -                 | -               | -             | 9.º Top16           | -            | -              | -              | -                | Jasmin Repeša         |
| 2013/2014 | 4º  | Semifinales       | Cuartofinalista | -             | 10.º Top16          | -            | -              | -              | -                | Joan Plaza            |
| 2014/2015 | 3º  | Semifinales       | Semifinalista   | -             | 14.º Top16          | -            | -              | -              | -                | Joan Plaza            |
| 2015/2016 | 6º  | Cuartos de final  | -               | Subcampeón    | 14.º Top16          | -            | -              | -              | -                | Joan Plaza            |
| 2016/2017 | 4º  | Semifinales       | Cuartofinalista | -             | -                   | Campeón      | -              | -              | -                | Joan Plaza            |
| 2017/2018 | 7º  | Cuartos de final  | Cuartofinalista | Semifinalista | 9.º                 | -            | -              | -              | -                | Joan Plaza            |
| 2018/2019 | 5º  | Cuartos de final  | Cuartofinalista | -             | -                   | 1/4 de final | -              | -              | -                | Luis Casimiro         |
| 2019/2020 | *   | Fase final        | Subcampeón      | -             | -                   | Suspendida   | -              | -              | -                | Luis Casimiro         |
| 2020/2021 | 11º | -                 | Cuartofinalista | -             | -                   | Top16        | -              | -              | -                | Casimiro/Katsikaris   |
| 2021/2022 | 12º | -                 | -               | -             | -                   | -            | -              | 1/4 de final   | -                | Katsikaris/Navarro    |
| 2022/2023 | 5º  | Semifinales       | Campeón         | -             | -                   | -            | -              | 4.º Final Four | -                | Ibon Navarro          |
| 2023/2024 | 1º  | Semifinales       | Cuartofinalista | Subcampeón    | -                   | -            | -              | Campeón        | -                | Ibon Navarro          |
| 2024/2025 | 4º  | Semifinales       | Campeón         | Campeón       | -                   | -            | -              | Campeón        | Campeón          | Ibon Navarro          |
| 2025/2026 |     |                   |                 |               | -                   | -            | -              |                |                  | Ibon Navarro          |

## Palmarés
Nota: Resaltadas las competiciones vigentes en la actualidad.
| Competición nacional | Competición nacional | Títulos                          | Subcampeonatos                    |
| -------------------- | -------------------- | -------------------------------- | --------------------------------- |
| Campeonato de Liga   | Campeonato de Liga   | bgcolor="white 2005-06.          | 1994-95, 2001-02.                 |
| Copa del Rey         | Copa del Rey         | bgcolor="white 2005, 2023,, 2025 | 2009, 2020.                       |
| Supercopa de España  | Supercopa de España  | 2024                             | bgcolor="white" 2006, 2015, 2023. |

| Competición internacional | Títulos          | Subcampeonatos |
| ------------------------- | ---------------- | -------------- |
| Copa Korać                | 2000-01          | 1999-00        |
| Eurocup                   | 2016-17          |                |
| Liga de Campeones         | 2023-24, 2024-25 |                |
| Copa Intercontinental     | 2024             |                |

- Tercer clasificado Euroliga: 2006-07.

| Competición regional   | Títulos                                                                                               | Subcampeonatos                            |
| ---------------------- | --- | ----------------------------------------- |
| Copa de Andalucía (17) | 1997, 2001, 2003, 2007, 2008, 2010, 2011, 2012, 2014, 2015, 2016, 2017, 2018, 2020, 2021, 2023, 2024. | 1998, 1999, 2000, 2004, 2005, 2019, 2022. |

| Unicaja Málaga                             | 17 | 1 | 3 | 1 | - | 1 | 1 | 1 | 2 | 27 |
| Datos actualizados el 17 de junio de 2025. |    |   |   |   |   |   |   |   |   |    |

Distinciones individuales
| Competición               | Jugador                                                        | Año                                                               |
| ------------------------- | -------------------------------------------------------------- | ----------------------------------------------------------------- |
| Mejor Jugador             |                                                                |                                                                   |
| MVP Final ACB             | Michael Ansley Jorge Garbajosa                                 | 1995 2006                                                         |
| MVP Copa del Rey          | Jorge Garbajosa Tyson Carter Kendrick Perry                    | 2005 2023 2025                                                    |
| MVP Final EuroCup         | Alberto Díaz                                                   | 2017                                                              |
| MVP Final Four LCB        | Kendrick Perry Tyson Carter                                    | 2024 2025                                                         |
| MVP Copa Intercontinental | Dylan Osetkowski                                               | 2024                                                              |
| MVP Supercopa de España   | Kameron Taylor                                                 | 2024                                                              |
| Quinteto ideal            |                                                                |                                                                   |
| ACB                       | Jorge Garbajosa Jayson Granger Axel Bouteille Dylan Osetkowski | 2005, 2006 2015 2020 2024                                         |
| Copa                      | Jayson Granger                                                 | 2015                                                              |
| Eurocup                   | Dejan Musli                                                    | 2017                                                              |
| LCB                       | Darío Brizuela Kendrick Perry David Kravish Dylan Osetkowski   | 2023 2024 2025                                                    |
| Euroliga                  | Jorge Garbajosa                                                | 2006 (Segundo equipo)                                             |
| ACB                       | Nemanja Nedović Jaime Fernández Kendrick Perry Kameron Taylor  | 2017 (Segundo equipo) 2019 (Segundo equipo) 2025 (Segundo equipo) |
| Eurocup                   | Kyle Fogg Mathias Lessort                                      | 2017 (Segundo equipo) 2019 (Segundo equipo)                       |
| LCB                       | Kendrick Perry Dylan Osetkowski Kendrick Perry                 | 2023 (Segundo equipo) 2024 (Segundo equipo) 2025 (Segundo equipo) |
| Concursos                 |                                                                |                                                                   |
| Campeón Final Mates ACB   | Mike Smith Florent Piétrus James Gist                          | 1989 2006 2012                                                    |
| Campeón Final Triples ACB | Paco Vázquez                                                   | 2001                                                              |

Resumen de partidos frente a equipos NBA
| 9 de octubre de 2007 NBA Europe Live Tour | Unicaja Málaga                                                               | 102–99               | Memphis Grizzlies                                              | Málaga |  |
|                                           | Parciales: 18-21, 29-21, 23-29, 32-28                                        |                      |                                                                | |  |
|                                           | Estadísticas Davor Kus 20 Boniface N'Dong 12 Marcus Haislip, Bojan Popovic 4 | Reporte Pts Reb Asts | Estadísticas 21 Juan Carlos Navarro 10 Pau Gasol 7 Mike Miller | Pabellón: Palacio de Deportes José María Martín Carpena Asistencia: 9 719 espectadores Árbitros: Jack Nies, Luís Grillo y José Martín Bertrán |  |

## Jugadores

### Números retirados
El 21 de mayo de 2017 el Unicaja Málaga retiró el número 5 de Berni Rodríguez en reconocimiento a la trayectoria de este jugador y a sus logros en el club. Una camiseta simbólica con su apodo 'Berni' y dorsal 5 cuelga permanentemente del techo del Palacio de Deportes Martín Carpena. El 24 de octubre de 2021, en el partido Unicaja Málaga-Barcelona, se retiró el dorsal número 10 de Carlos Cabezas.
| Números retirados por el C. B. Málaga |                 |        |                      |
| N.º                                   | Jugador         | Puesto | Periodo              |
| 5                                     | Berni Rodríguez | E      | 1999-2012            |
| 10                                    | Carlos Cabezas  | B      | 1998-2000, 2000-2009 |

### Cantera
El Club Baloncesto Clínicas Rincón Axarquía es un equipo afiliado al Unicaja Málaga que ejerce las labores de cantera y que milita en la LEB Oro, división de plata del baloncesto español.
Para la temporada 17/18 el club ha presentado 9 equipos de cantera, por primer año
ha presentado un total de 4 equipos en sección femenina: Infantil, Cadete, Júnior y Sénior.
Además de 5 equipos en su sección masculina: Preinfantil, Infantil, Cadete 03, Cadete 02 y Júnior.

## Pabellones

### Antiguos pabellones
- Pabellón Guadaljaire (1977–1978)
- Tiro Pichón (1978–1981)
- Pabellón Ciudad Jardín (1981–1999, 1999-2000)

### Palacio de Deportes José María Martín Carpena
Tanto el Unicaja como el Mayoral han pasado por diferentes recintos deportivos de la ciudad. A destacar que, antes de la fusión, Unicaja disputaba sus partidos en el Pabellón de Tiro Pichón hasta que en 1981 se trasladó al Pabellón de Ciudad Jardín; mientas que Mayoral Maristas lo hacía en el Pabellón del Colegio Maristas y posteriormente en el Pabellón de Carranque. Tras la fusión, el nuevo club jugó sus encuentros en Ciudad Jardín.
Después de alzarse con el subcampeonato de liga en 1995, la demanda de ventas para ver sus partidos se disparó, hasta el punto que todo el aforo del pabellón estaba vendido para los socios y existía una amplia lista de espera, los 5000 asientos del pabellón resultaban insuficientes. Por ello, el Ayuntamiento de Málaga aprobó la construcción de un palacio de deportes con 8511 localidades. En septiembre de 1999 fue inaugurado, pero las 8511 plazas resultaban nuevamente insuficientes para absorber la demanda. El nuevo Palacio de Deportes Ciudad de Málaga se quedó pequeño el mismo día de su inauguración. Tras detectarse defectos de construcción, la nueva instalación permaneció cerrada el resto de la temporada, y el Unicaja tuvo que volver a Ciudad Jardín.
En la temporada 2000/01 el equipo regresó al nuevo palacio de deportes, donde ha jugado desde entonces. La instalación fue reabierta bajo el nombre Palacio de Deportes José María Martín Carpena, en honor y recuerdo del concejal malagueño asesinado por ETA el día antes de la reapertura.
El 9 de octubre de 2010, en el partido correspondiente a la segunda jornada de liga regular frente al Caja Laboral, el Martín Carpena, como es conocido familiarmente en la ciudad, se presentó a la afición malagueña tras una nueva remodelación, destacando sus once mil trescientas localidades y el nuevo videomarcador de quince toneladas, el segundo más grande de Europa en ese momento. Existe un proyecto para una segunda fase de ampliación que le permitirá alcanzar las 13 000 localidades.

## Mascota del Unicaja Baloncesto
La mascota del Unicaja se llama Chicui y es un niño. El nombre viene de la deformación lingüística de la palabra "Chiqui".
Es el auténtico ídolo de los más pequeños y jóvenes que cada semana se dan cita en el Martín Carpena. Su presencia en las gradas anima y vuelve loco a todo el mundo. Además tiene su propio "Equipo Chicui" dónde los más pequeños (de 0 a 6 años), hijos de abonados, pueden inscribirse y gozar de una serie de ventajas.
Chicui visita colegios con la campaña que promueve el deporte: "El deporte es vida" y lo hace llegar a todos los niños a través de juegos dónde se enseña la importancia de hacer deporte y llevar una buena alimentación para estar sanos en la vida.

## Número de abonados
No se tiene constancia de todo el histórico de abonados del club, pero sí de los últimos años:
| Temporada | Número de abonados |
| --------- | ------------------ |
| 14/15     | 7.350              |
| 15/16     | 7.549              |
| 16/17     | 7.200              |
| 17/18     | 7.951              |

## Entrenadores Unicaja Baloncesto
| Nombre                   | Nacionalidad | Años                               |
| ------------------------ | ------------ | ---------------------------------- |
| Alfonso Queipo de Llano  | España       | 1977–79, 1985–86                   |
| José María Martín Urbano | España       | 1979–80, 1982, 1985, 1987, 1990–92 |
| Damián Caneda            | España       | 1980–81                            |
| Ramón Guardiola          | España       | 1981–82                            |
| Moncho Monsalve          | España       | 1982–84                            |
| Ignacio Pinedo           | España       | 1984–85                            |
| Arturo Ortega            | España       | 1986–87                            |
| Zoran Slavnić            | Serbia       | 1987–88                            |
| Mario Pesquera           | España       | 1988–90                            |
| Javier Imbroda           | España       | 1992–98                            |
| Pedro Ramírez Rodríguez  | España       | 1998–99                            |
| Božidar Maljković        | Serbia       | 1999–03                            |
| Paco Alonso              | España       | 2003                               |
| Chechu Mulero            | España       | 2003                               |
| Sergio Scariolo          | Italia       | 2003–08                            |
| Aito García Reneses      | España       | 2008–11                            |
| Chus Mateo               | España       | 2011-12                            |
| Luis Casimiro            | España       | 2012                               |
| Jasmin Repesa            | Croacia      | 2012-13                            |
| Joan Plaza               | España       | 2013-18                            |
| Luis Casimiro            | España       | 2018-21                            |
| Fotis Katsikaris         | Grecia       | 2021-22                            |
| Ibon Navarro             | España       | 2022-Actualidad                    |